# Hüingsen (Menden)
Die Ortschaft Hüingsen liegt in der nordrhein-westfälischen Stadt Menden (Sauerland). Vor 1975 gehörte sie zur Gemeinde Lendringsen.

## Geografie
Hüingsen liegt auf der Westseite der Hönne gegenüber von Lendringsen an einem Hügelhang. Der Ort ist von Mischwald umgeben, der forstwirtschaftlich genutzt wird. Nur nach Osten zur Hönne hin existiert ein einige hundert Meter breiter Streifen Acker und Wiesen, der allerdings seit den 1990ern teilweise mit der, auf einem aufgeschütteten Damm verlaufenden, Bundesstraße 515 bebaut ist. Die Höhenlage über NN beträgt 157 (Bahnhof) bis 212 Meter (Buchholz).
Am 1. Juli 2017 hatte der „Ortsteil Hüingsen“ 2605 Einwohner.

## Geschichte

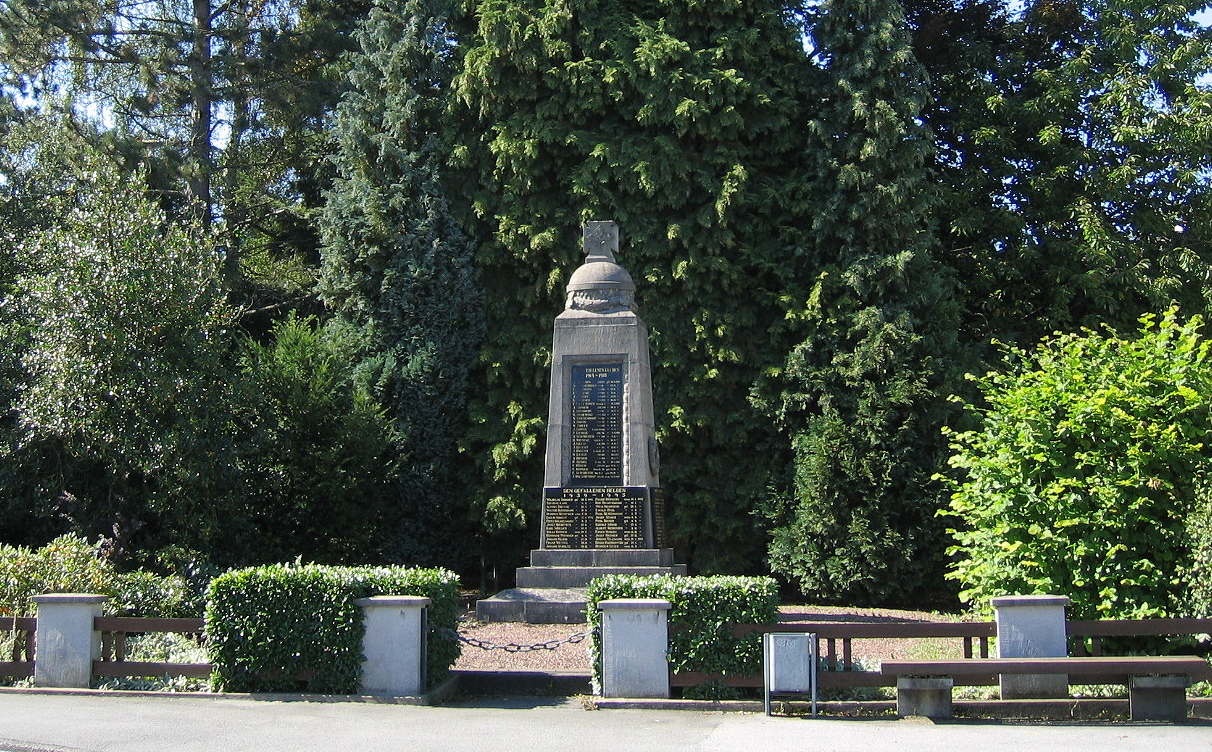
Ehrenmal für die Gefallenen des Ersten und des Zweiten Weltkrieges

Vor der kommunalen Neugliederung am 1. Januar 1975 gehörte Hüingsen zur Gemeinde Lendringsen im Amt Menden. Nach dem Zusammenschluss der Gemeinde Lendringsen mit der damaligen Stadt Menden (Sauerland) zur neuen Stadt Menden (Sauerland) liegt Hüingsen in der Stadt Menden (Sauerland) im Märkischen Kreis.

## Religionen
Der katholischen Bevölkerung steht die „Christ-König-Kirche“ und ein Pfarrheim der „Pfarrvikarie Christ-König Hüingsen“ zur Verfügung. Eine in der Nähe liegende evangelische Kirche befindet sich in Lendringsen.

## Wirtschaft

### Verkehr

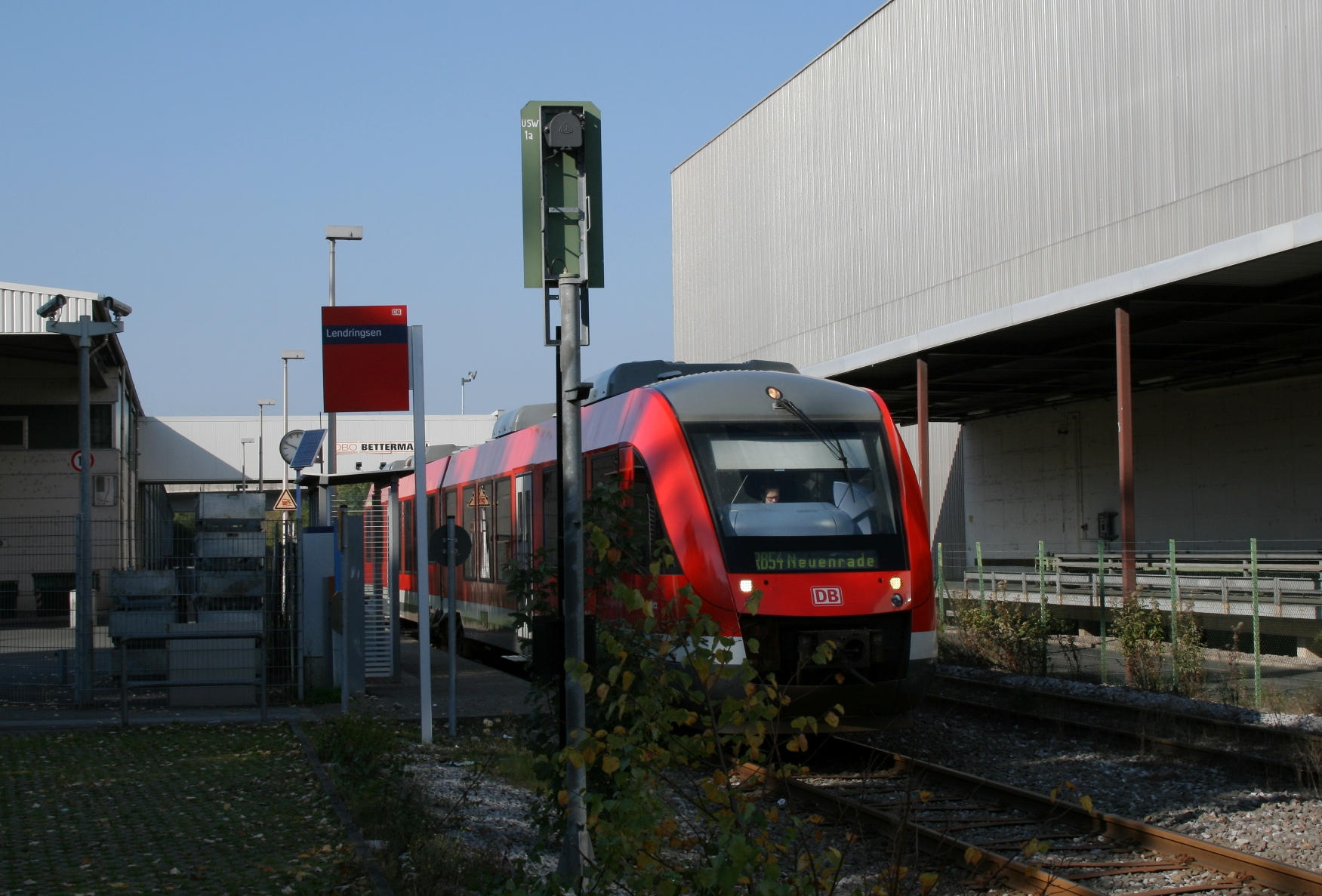
Haltepunkt der Hönnetalbahn

Parallel zur Hönne verläuft die Eisenbahnstrecke Menden–Neuenrade (Hönnetalbahn) mit dem am Ortsrand liegenden Haltepunkt „Lendringsen“. Die Züge der Hönnetal-Bahn von Fröndenberg/Ruhr über Menden (Sauerland) und Balve nach Neuenrade verkehren in beiden Richtungen im Stundentakt, am Wochenende im Zwei-Stunden-Takt. Wochentags fahren zu den Stoßzeiten Schülerzüge mit doppelter Kapazität.
Parallel zum Gleis der Hönnetalbahn liegt ein Industriegleis für den Abtransport des Kalksteins, der in dem Oberrödinghausener Kalkwerk Hönnetal abgebaut wird.
Die Bahnstrecke schneidet auch die Straße nach Lendringsen, die „Fischkuhle“, und so ist Hüingsen mit dieser einzigen Zufahrtsstraße zeitweise von der Außenwelt „abgeschnitten“.
300 Meter hinter dem Bahnübergang verläuft die in den 1990ern gebaute Bundesstraße 515 (B 515) von Menden nach Balve-Sanssouci. Mit einer Ab-/Auffahrt beginnt hier die Landesstraße 537 Richtung Arnsberg. Nach weiteren 200 Metern stößt man auf die Lendringser Hauptstraße/Hönnetalstraße (ehemalige B 515).
Von Hüingsen aus verkehren halbstündlich Busse der Märkischen Verkehrsgesellschaft auf der Linie 22 in Richtung Menden-Mitte und halten an fünf Haltestellen im Ort. Außerdem fährt an diesen Haltestellen morgens und mittags der Schulbus 221 der MVG.

### Ansässige Unternehmen
Im Ortskern sowie zwischen Bahnstrecke und B 515 unterhält die „OBO BETTERMANN GmbH & Co. KG“ Verwaltungsgebäude, Fertigungshallen und Forschungsabteilungen.
In dem südlich an der Bahnstrecke gelegenen Gewerbegebiet „Im Ohl“ befinden sich weitere Betriebe.

## Öffentliche Einrichtungen

### Bildungseinrichtungen
Hüingsen verfügt mit der „Adolf-Kolping-Schule Hüingsen“ über eine Grundschule. Darüber hinaus unterhält die „Pfarrvikarie Christ-König Hüingsen“ einen Kindergarten.

### Freizeit- und Sportanlagen

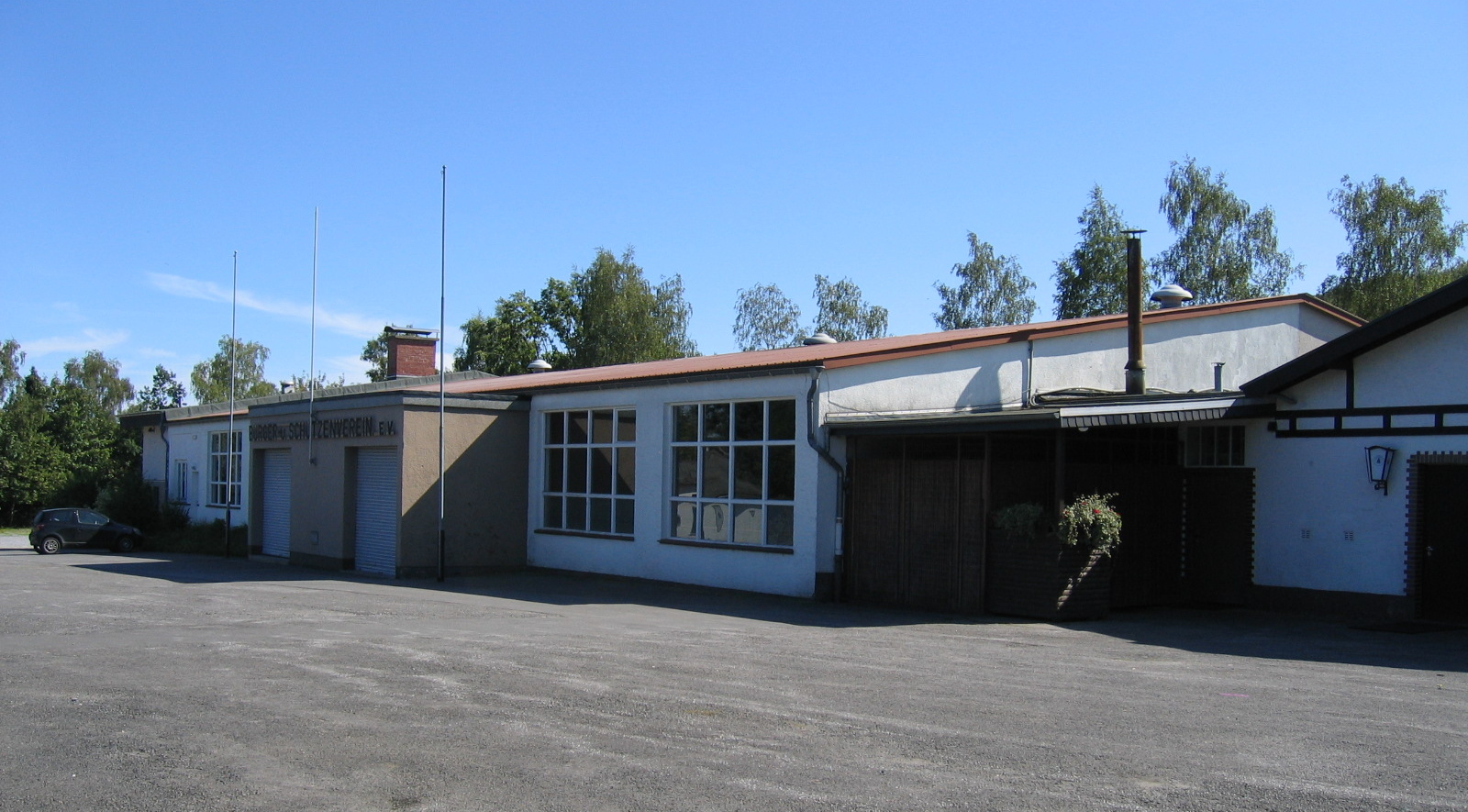
Schützenhalle

Neben dem südlich an der Bahnstrecke gelegenen Gewerbegebiet „Im Ohl“ befindet sich der Hüingser Sportplatz, der vom Fußballverein „Sportfreunde Hüingsen 1950 e. V.“ als OBO-Arena genutzt wird. Nach dem ersten Jahr in der Kreisliga A erreichten die Sportfreunde in der Saison 2005/2006 den 11. Platz. In den folgenden Jahren hat sich die 1. Mannschaft in der oberen Tabellenhälfte etabliert und belegte in der abgelaufenen Saison 2009/2010 den 3. Platz. Die 1. Mannschaft ist in der Saison 2017/2018 erstmals nach 68 Jahren in die Bezirksliga aufgestiegen. Der Verein bietet auch über „Menden United“ zahlreiche Jugendmannschaften und hat eine Inklusionsmannschaft. Seit 2018 hat die OBO-Arena auch eine neue Straßenanbindung über die Straße „Am Bahndamm“.
In der Nähe des Bahnhofs befindet sich die Hüingser Sporthalle, Am Hohen Ufer 3, die für den Sportunterricht der Grundschüler, und vom „Turnerbund Hüingsen 07 e. V.“ genutzt wird. Etwas höher entfernt befinden sich einige Tennisplätze des TC Lendringsen e. V.
Am südlichen Waldrand, etwas höher gelegen, befindet sich der Festplatz und die Halle des „Bürger- und Schützenvereins Hüingsen e. V.“.

## Kultur und Sehenswürdigkeiten

### Regelmäßige Veranstaltungen
Jährlich findet ein Schützenfest des „Bürger- und Schützenvereins Hüingsen e. V.“ statt, sowie die Sportwoche der Sportfreunde Hüingsen.